# Нимейер, Мейндерт
Мейндерт Нимейер (нидерл. Meindert Niemeijer; 18 февраля 1902, Роттердам — 5 ноября 1987, там же) — нидерландский шахматный композитор, коллекционер и издатель шахматной литературы. Юрист, банкир, директор страховой компании. Международный мастер (1975) и международный арбитр (1958) по шахматной композиции. Автор и издатель 35 книг посвящённых шахматной композиции. С 1917 года опубликовал около 600 задач. В 1948 году передал в дар Государственной библиотеке Гааги собранную им литературу по шахматам и шахматной композиции, которая вместе с имевшейся там коллекцией книг (с 1976) нидерландского историка Антониуса ван дер Линде составила книжный фонд, известный под названием «Ван дер Линде — Нимейера библиотека».

## Книги
- «Bloemlezing van Nederlandsche schaakproblemen uit de jaren 1792—1933», Amsterdam, 1934.
- «Zwarte magie», Gouda, 1945.
- «Zo sprak Wolfgang Pauly», Wassenaar, 1948.
- «Twee zielen en twee gedachten», Wassenaar, 1959.
- «Honderd een nacht», Wassenaar, 1983.